# Triatlo nos Jogos da Commonwealth de 2014
O triatlo nos Jogos da Commonwealth de 2014 foi realizado no Strathclyde Country Park, em Lanarkshire, perto de Glasgow, na Escócia, entre 24 e 26 de julho. Três eventos foram disputados, um masculino, um feminino e um inédito revezamento misto.

## Medalhistas
| Evento            | Ouro                                                                            | Prata                                                                        | Bronze                                                          |
| Masculino         | Alistair Brownlee ENG Inglaterra                                                | Jonathan Brownlee ENG Inglaterra                                             | Richard Murray RSA África do Sul                                |
| Feminino          | Jodie Stimpson ENG Inglaterra                                                   | Kirsten Sweetland CAN Canadá                                                 | Vicky Holland ENG Inglaterra                                    |
| Revezamento misto | Vicky Holland Jonathan Brownlee Jodie Stimpson Alistair Brownlee ENG Inglaterra | Kate Roberts Henri Schoeman Gillian Sanders Richard Murray RSA África do Sul | Emma Moffatt Aaron Royle Emma Jackson Ryan Bailie AUS Austrália |

## Quadro de medalhas
| Ordem | País          | Medalha de ouro | Medalha de prata | Medalha de bronze | Total |
| ----- | ------------- | --------------- | ---------------- | ----------------- | ----- |
| 1     | Inglaterra    | 3               | 1                | 1                 | 5     |
| 2     | África do Sul |                 | 1                | 1                 | 2     |
| 3     | Canadá        |                 | 1                |                   | 1     |
| 4     | Austrália     |                 |                  | 1                 | 1     |
| TOTAL | TOTAL         | 3               | 3                | 3                 | 9     |